# Système ventriculaire

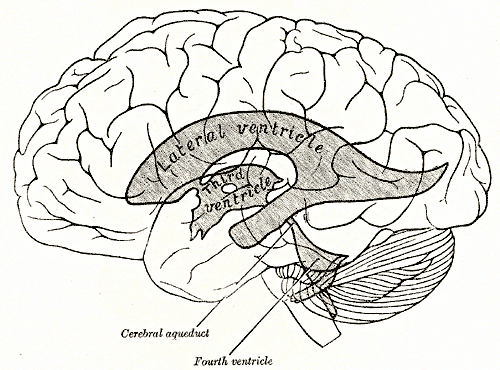
Schéma montrant l'anatomie du système ventriculaire et son emplacement dans le cerveau.

Système ventriculaire

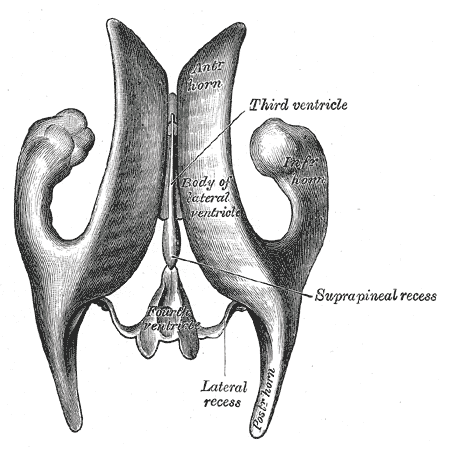
Dessin du système de cavités, vue d'en dessous.

Le système ventriculaire est un ensemble de cavités situées à l'intérieur du cerveau en continuité avec le canal de l'épendyme (ou canal central) de la moelle spinale. Il participe à la sécrétion et à la circulation du liquide cérébrospinal (ou céphalorachidien) où baigne le système nerveux central. Il est constitué principalement de quatre ventricules :
- deux ventricules latéraux, droit (situé dans l'hémisphère cérébral droit) et gauche (situé dans l'hémisphère cérébral gauche) : en forme de fer à cheval, ils sont constitués de trois cornes – frontale (antérieure), occipitale (postérieure) et temporale (inférieure) – se réunissant au niveau de l'atrium (ou carrefour) situé derrière le thalamus[2] ;
- le troisième ventricule (situé dans le diencéphale) : cavité étroite entre les thalamus, elle présente trois étages, thalamique, sous-thalamique et infundibulo-tubérien[3] ;
- le quatrième ventricule (situé dans le rhombencéphale) : en forme de losange, aplati dans le sens antéro-postérieur[4].

Chacun de ces ventricules est tapissé d'un plexus choroïde qui sécrète le liquide cérébrospinal à partir des éléments contenus dans le plasma sanguin.
Les ventricules communiquent entre eux : 
- entre les ventricules latéraux et le troisième ventricule : les foramens interventriculaires (ou trous de Monro) ;
- entre le troisième et le quatrième ventricule : l'aqueduc du mésencéphale (anciennement aqueduc de Sylvius).

Le liquide cérébrospinal sort ensuite du quatrième ventricule pour aller dans la cavité subarachnoïdienne par le trou de Magendie (ou ouverture médiane du quatrième ventricule) et les deux trous de Luschka (ou ouvertures latérales du quatrième ventricule).
Une augmentation pathologique du volume des ventricules peut engendrer une hydrocéphalie.

Vue tridimensionnelle animée des ventricules cérébraux latéraux (en rouge).
Vue tridimensionnelle animée du troisième ventricule cérébral (en rouge).
Vue tridimensionnelle animée du quatrième ventricule cérébral (en rouge).